# Nata ieri (film 1993)
Nata ieri (Born Yesterday) è un film del 1993 diretto da Luis Mandoki, rifacimento dell'omonimo film del 1950, diretto da George Cukor. Il film è ispirato a una commedia teatrale di Garson Kanin.

## Trama
Harry Brock, uomo d'affari dai traffici poco puliti, si trasferisce da Chicago a Washington D.C. e porta con sé la sua amante Billie, una ballerina del jet set di Las Vegas: la classica biondona, bella e incapace di tenere un discorso impegnato, ma solo apparentemente stupida. Nella capitale, durante le serate mondane a cui Harry la obbliga a partecipare, Billie fatica non poco ad inserirsi nelle discussioni colte. Imbarazzato dall'enorme dislivello tra la sua donna e gli altri esponenti dell'alta società, Harry ingaggia il giornalista e intellettuale Paul Verall, affinché riesca a sgrezzare Billie e a insegnarle velocemente un po' di buone maniere e una buona dose di cultura. Billie si dà da fare: legge La democrazia in America di Tocqueville, cerca di imparare gli emendamenti della Costituzione americana, memorizza otto risposte passe-partout con le quali guadagna presto la simpatia della classe dirigente di Washington.
Tuttavia il piano di Harry gli si ritorce contro: Paul, che con difficoltà riesce a insegnare a Billie i principi della politica e della democrazia, poco alla volta se ne innamora. Billie, dal canto suo, apre gli occhi sugli affari sporchi dai quali il suo compagno trae profitti e si accorge di ricambiare i sentimenti di Paul.